# Benedetto Scillamà
Benedetto Scillamà (Caltagirone, 25 ottobre 1845 – Palermo, 31 maggio 1918) è stato un politico e magistrato italiano.

## Biografia
Fu senatore del Regno d'Italia nella XXIII legislatura.
Scillamà fu nominato Primo presidente della Corte di cassazione il 16 dicembre 1913.
Autore di numerose opere giuridiche, di diritto civile e di teoria generale del diritto, pubblicò anche raccolte di poesia.

## Opere
- L' arpa dei primi anni. Poesie, Galatola, Catania 1866.
- Relazione Statistica dei lavori compiuti nel circondario del Tribunale civile e correzionale di Lanusei nell'anno 1885, esposta all'assemblea generale dell'8 gennaio 1886, Tip. Sociale, Lanusei 1886.
- Relazione Statistica dei lavori compiuti nel circondario del Tribunale civile e correzionale di Livorno nell'anno 1888, esposta all'assemblea generale del 7 gennaio 1889, Francesco Vigo, Livorno 1889.
- Sistema generale del possesso nel diritto civile moderno, esposto in Rapporto alla dottrina, alla storia, alla legislazione patria e comparata, ed alla giurisprudenza, Vol. I (Propedeutica. Ontologia del possesso), Tip. del R. Istituto Sordomuti, Genova 1895.
- Immissione in possesso nelle funzioni di primo presidente della Corte di cassazione di Palermo di S.E. il Sen. Benedetto Scillamà. Udienza del 16 dicembre 1913, Stab. tip. Virzì, Palermo 1914.